# UFC Fight Night: Dern vs. Ribas 2
UFC Fight Night: Dern vs. Ribas 2 (conosciuto anche come UFC Fight Night 249, UFC on ESPN + 107 oppure UFC Vegas 101) è stato un evento di arti marziali miste tenuto dalla Ultimate Fighting Championship l'11 gennaio 2025 all'UFC Apex di Las Vegas, negli Stati Uniti.

## Risultati
|                  | Divisione               |                      |                 |                       | Metodo                                      | Round           | Tempo           | Premio          |
| Card Principale  | Card Principale         | Card Principale      | Card Principale | Card Principale       | Card Principale                             | Card Principale | Card Principale | Card Principale |
| ---------------- | ----------------------- | -------------------- | --------------- | --------------------- | ------------------------------------------- | --------------- | --------------- | --------------- |
|                  | Pesi paglia femminili   | Mackenzie Dern       | batte           | Amanda Ribas          | Sottomissione (armbar)                      | 3               | 4:56            | POTN            |
|                  | Pesi welter             | Santiago Ponzinibbio | batte           | Carlston Harris       | KO tecnico (pugni)                          | 3               | 3:13            |                 |
|                  | Pesi medi               | César Almeida        | batte           | Abdul Razak Alhassan  | KO (pugno)                                  | 1               | 4:16            | POTN            |
|                  | Pesi medi               | Roman Kopylov        | batte           | Chris Curtis          | KO tecnico (calcio alla testa)              | 3               | 4:59            | FOTN            |
|                  | Pesi piuma              | Christian Rodriguez  | batte           | Austin Bashi          | Decisione unanime (29–28, 29–28, 29–28)     | 3               | 5:00            |                 |
|                  | Pesi welter             | Punahele Soriano     | batte           | Uroš Medić            | KO (pugni)                                  | 1               | 0:31            |                 |
| Card Preliminare |                         |                      |                 |                       |                                             |                 |                 |                 |
|                  | Catchweight (128.5 lbs) | Felipe Bunes         | batte           | Jose Johnson          | Sottomissione (armbar)                      | 1               | 2:04            |                 |
|                  | Catchweight (188 lbs)   | Marco Tulio          | batte           | Ihor Potieria         | KO tecnico (pugni)                          | 1               | 3:04            |                 |
|                  | Pesi leggeri            | Thiago Moisés        | batte           | Trey Ogden            | Decisione unanime (29–28, 29–28, 29–28)     | 3               | 5:00            |                 |
|                  | Pesi welter             | Jacobe Smith         | batte           | Preston Parsons       | KO (pugni)                                  | 1               | 1:13            |                 |
|                  | Pesi mosca femminili    | Ernesta Kareckaitė   | batte           | Nicolle Caliari       | Decisione non unanime (29–28, 28–29, 29–28) | 3               | 5:00            |                 |
|                  | Pesi mediomassimi       | Bruno Lopes          | batte           | Magomed Gadzhiyasulov | Decisione unanime (29–28, 29–28, 29–28)     | 3               | 5:00            |                 |
|                  | Pesi paglia femminili   | Fatima Kline         | batte           | Victoria Dudakova     | KO tecnico (gomitate)                       | 2               | 4:27            |                 |
|                  | Pesi leggeri            | Nurullo Aliev        | batte           | Joe Solecki           | Decisione unanime (30–27, 30–27, 29–28)     | 3               | 5:00            |                 |

## Premi
I lottatori premiati ricevettero un bonus di 50.000 dollari.
Legenda:
- FOTN: Fight of the Night (vengono premiati entrambi gli atleti per il miglior incontro dell'evento)
- POTN: Performance of the Night (viene premiato il vincitore per la migliore performance dell'evento)